# Lijst van sciencefictionfilms
Dit is een lijst van sciencefictionfilms.

## Jaren 1890-99
- 1895 La charcuterie mécanique

## Jaren 1900-09
- 1902 Le voyage dans la lune

## Jaren 1910-19
- 1910 Frankenstein

## Jaren 1920-29
- 1924 Aelita
- 1927 Metropolis
- 1929 Frau im Mond

## Jaren 1930-39
- 1931 Frankenstein
- 1932 The Mummy
- 1933 The Invisible Man
- 1936 Flash Gordon Serial
- 1938 Things to Come

## Jaren 1940-49
- 1940 The Ape

## Jaren 1950-59
- 1950 Destination Moon
- 1950 Flying Disc Man from Mars
- 1950 The Flying Saucer
- 1950 The Invisible Monster
- 1950 Rocketship X-M
- 1950 Two Lost Worlds
- 1951 Abbott and Costello Meet the Invisible Man
- 1951 Captain Video: Master of the Stratosphere
- 1951 The Day the Earth Stood Still
- 1951 Five
- 1951 Flight to Mars
- 1951 Lost Continent
- 1951 Lost Planet Airmen
- 1951 The Man from Planet X
- 1951 The Man in the White Suit
- 1951 Mysterious Island
- 1951 Superman and the Mole Men
- 1951 The Thing from Another World
- 1951 Unknown World
- 1951 When Worlds Collide
- 1952 Alraune
- 1952 Captive Women
- 1952 The Jungle
- 1952 Radar Men from the Moon
- 1952 Red Planet Mars
- 1952 Untamed Women
- 1952 Zombies of the Stratosphere
- 1953 Abbott and Costello Go to Mars
- 1953 Abbott and Costello Meet Dr. Jekyll and Mr. Hyde
- 1953 The Beast from 20,000 Fathoms
- 1953 Cat-Women of the Moon
- 1953 Commando Cody: Sky Marshal of the Universe
- 1953 Donovan's Brain
- 1953 Four Sided Triangle
- 1953 Invaders from Mars
- 1953 It Came from Outer Space
- 1953 The Lost Planet
- 1953 The Magnetic Monster
- 1953 Mesa of Lost Women
- 1953 The Neanderthal Man
- 1953 Phantom from Space
- 1953 Port Sinister
- 1953 Project Moonbase
- 1953 Robot Monster
- 1953 Spaceways
- 1953 The Twonky
- 1953 The War of the Worlds
- 1954 20,000 Leagues Under the Sea
- 1954 Crash of Moons
- 1954 Creature from the Black Lagoon
- 1954 Devil Girl from Mars
- 1954 Godzilla
- 1954 Gog
- 1954 Killers from Space
- 1954 Monster from the Ocean Floor
- 1954 Riders to the Stars
- 1954 Snow Creature
- 1954 Stranger From Venus
- 1954 Target Earth
- 1954 Them!
- 1954 Tobor the Great
- 1955 The Beast with a Million Eyes
- 1955 Bride of the Monster
- 1955 Creature with the Atom Brain
- 1955 Conquest of Space
- 1955 Day the World Ended
- 1955 Godzilla Raids Again
- 1955 It Came from Beneath the Sea
- 1955 King Dinosaur
- 1955 Monster Snowman
- 1955 The Quatermass Xperiment
- 1955 Revenge of the Creature
- 1955 Tarantula
- 1955 This Island Earth
- 1956 Invasion of the Body Snatchers
- 1956 Forbidden Planet
- 1957 The Incredible Shrinking Man
- 1958 The Blob
- 1958 Terror from the Year 5000
- 1959 Journey to the Center of the Earth
- 1959 Plan 9 from Outer Space
- 1959 Them!

## Jaren 1960-69
- 1960 The Time Machine
- 1961 The Absent-Minded Professor
- 1962 The Day of the Triffids
- 1964 Dr. Strangelove or: How I Learned to Stop Worrying and Love the Bomb
- 1965 Alphaville, une étrange aventure de Lemmy Caution
- 1966 Thunderbirds Are Go
- 1966 Fahrenheit 451
- 1966 Fantastic Voyage
- 1966 Seconds
- 1968 2001: A Space Odyssey
- 1968 Barbarella
- 1968 Planet of the Apes

## Jaren 1970-79
- 1970 Beneath the Planet of the Apes
- 1970 Colossus: The Forbin Project
- 1971 The Andromeda Strain
- 1971 A Clockwork Orange
- 1971 Escape from the Planet of the Apes
- 1971 The Omega Man
- 1971 THX 1138
- 1972 Conquest of the Planet of the Apes
- 1972 Solaris (Originele titel Солярис Solyaris)
- 1972 Silent Running
- 1973 Battle for the Planet of the Apes
- 1973 Sleeper
- 1973 Soylent Green
- 1973 Westworld
- 1974 Dark Star
- 1974 Zardoz
- 1975 Death Race 2000
- 1975 Logan's Run
- 1975 Rollerball
- 1975 The Stepford Wives
- 1976 The Man Who Fell to Earth
- 1976 Futureworld
- 1977 Close Encounters of the Third Kind
- 1977 The Island of Dr. Moreau
- 1977 Star Wars: Episode IV: A New Hope
- 1978 Battlestar Galactica
- 1978 Invasion of the Body Snatchers
- 1978 The Star Wars Holiday Special
- 1979 Alien
- 1979 Star Trek: The Motion Picture
- 1979 Mad Max
- 1979 Meteor
- 1979 Stalker
- 1979 The Black Hole

## Jaren 1980-89
- 1980 Flash Gordon
- 1980 Star Wars: Episode V: The Empire Strikes Back
- 1981 Escape from New York
- 1981 Outland
- 1982 Blade Runner
- 1982 E.T. the Extra-Terrestrial
- 1982 Star Trek II: The Wrath of Khan
- 1982 The Thing
- 1982 Tron
- 1983 Star Wars: Episode VI: Return of the Jedi
- 1983 Le Prix du Danger
- 1983 Videodrome
- 1983 WarGames
- 1984 The Adventures of Buckaroo Banzai Across the 8th Dimension
- 1984 Dune
- 1984 Sexmisja
- 1984 Star Trek III: The Search for Spock
- 1984 Starman
- 1984 The Terminator
- 1984 The Last Starfighter
- 1984 2010: The Year We Make Contact
- 1984 The Philadelphia Experiment
- 1985 Cocoon
- 1985 Back to the Future
- 1985 The Quiet Earth
- 1985 Brazil
- 1985 The Afterman
- 1986 Aliens
- 1986 Invaders from Mars
- 1986 Kin-dza-dza!
- 1986 Star Trek IV: The Voyage Home
- 1986 Flight of the Navigator
- 1987 RoboCop
- 1987 Predator
- 1988 Nightfall
- 1988 Akira
- 1989 The Abyss
- 1989 Star Trek V: The Final Frontier
- 1989 Bill & Ted's Excellent Adventure
- 1989 Back to the Future Part II

## Jaren 1990-99
- 1990 Robocop 2
- 1990 Total Recall
- 1990 Back to the Future Part III
- 1991 Terminator 2: Judgment Day
- 1991 Star Trek VI: The Undiscovered Country
- 1991 Bill & Ted's Bogus Journey
- 1991 The Rocketeer
- 1991 Wedlock
- 1992 Alien 3
- 1992 Freejack
- 1993 Acción mutante
- 1993 Demolition Man
- 1993 Fortress
- 1993 Jurassic Park
- 1994 No Escape (ook Escape From Absolom)
- 1994 Stargate
- 1994 Star Trek: Generations
- 1995 Screamers
- 1995 Species
- 1995 Twelve Monkeys
- 1995 Virtuosity
- 1995 Judge Dredd
- 1996 Independence Day
- 1996 Star Trek: First Contact
- 1996 Mars Attacks!
- 1996 Strange Days
- 1996 Tykho Moon
- 1996 The Arrival
- 1997 Alien 4: Resurrection
- 1997 Contact
- 1997 Cube
- 1997 Escape from L.A.
- 1997 Event Horizon
- 1997 Men in Black
- 1997 The Fifth Element
- 1997 Gattaca
- 1997 Starship Troopers
- 1998 The X-Files
- 1998 Dark City
- 1998 Armageddon
- 1998 Deep Impact
- 1998 Pi
- 1998 Star Trek: Insurrection
- 1999 Battlestar Galactica: The Second Coming
- 1999 Galaxy Quest
- 1999 eXistenZ
- 1999 Bicentennial Man
- 1999 The Matrix
- 1999 Star Wars: Episode I: The Phantom Menace
- 1999 Wing Commander

## Jaren 2000-09
- 2000 Hollow Man
- 2000 Red Planet
- 2000 Mission to Mars
- 2000 Pitch Black
- 2000 X-Men
- 2000 Supernova
- 2000 The 6th Day
- 2000 Battlefield Earth
- 2001 A.I.: Artificial Intelligence
- 2001 Avalon
- 2001 Planet of The Apes
- 2001 Red Planet
- 2001 Jurassic Park III
- 2001 The One
- 2001 Ghosts of Mars
- 2001 Atlantis: De verzonken stad (Engels: Atlantis: The Lost Empire)
- 2001 Final Fantasy: The Spirits Within
- 2001 Replicant
- 2002 Minority Report
- 2002 Star Trek: Nemesis
- 2002 Solaris
- 2002 Resident Evil
- 2002 S1m0ne
- 2002 Star Wars: Episode II: Attack of the Clones
- 2002 The Time Machine
- 2002 Timequest
- 2002 Reign of Fire
- 2002 Eight Legged Freaks
- 2002 The Adventures of Pluto Nash
- 2002 28 Days Later
- 2002 Men in Black II
- 2002 Piratenplaneet (Engels: Treasure Planet)
- 2002 Signs
- 2002 Equilibrium
- 2003 The Matrix Reloaded
- 2003 The Matrix Revolutions
- 2003 Timeline
- 2003 The Core
- 2003 Natural City
- 2003 Alien Hunter
- 2003 Hulk
- 2003 2009: Lost Memories
- 2003 Terminator 3: Rise of the Machines
- 2003 Hulk
- 2003 The League of Extraordinary Gentlemen
- 2004 Alien vs Predator
- 2004 Eternal Sunshine of the Spotless Mind
- 2004 The Chronicles of Riddick
- 2004 I, Robot
- 2004 The Incredibles
- 2004 Sky Captain and the World of Tomorrow
- 2004 FAQ: Frequently Asked Questions
- 2004 Spider-Man 2
- 2004 The Stepford Wives
- 2004 Innocence: Ghost in the Shell
- 2004 2046
- 2004 Thunderbirds
- 2004 The Day After Tomorrow
- 2004 The Butterfly Effect
- 2004 Resident Evil: Apocalypse
- 2004 Stargate Atlantis: Rising
- 2004 Starship Troopers 2: Hero of the Federation
- 2005 Æon Flux
- 2005 Afterman 2
- 2005 The Island
- 2005 Doom
- 2005 The Girl from Monday
- 2005 A Sound of Thunder
- 2005 The Cave
- 2005 Robots
- 2005 Fantastic Four
- 2005 The Hitchhiker's Guide to the Galaxy
- 2005 Serenity
- 2005 Star Wars: Episode III: Revenge of the Sith
- 2005 War of the Worlds
- 2005 The Wild Blue Yonder
- 2006 Children of Men
- 2006 Déjà Vu
- 2006 X-Men 3
- 2007 Spider-Man 3
- 2007 Transformers
- 2007 Sunshine
- 2007 I Am Legend
- 2007 The Man from Earth
- 2007 PROXIMA
- 2007 28 Weeks Later
- 2007 Battlestar Galactica: Razor
- 2007 Aliens vs. Predator: Requiem
- 2007 Illegal Aliens
- 2007 Fantastic Four: Rise of the Silver Surfer
- 2007 Resident Evil: Extinction
- 2007 The Invasion
- 2008 Cloverfield
- 2008 Doomsday
- 2008 Terminator Salvation
- 2008 Afterman III
- 2008 Stargate: The Ark of Truth
- 2008 Stargate: Continuum
- 2008 Jumper
- 2008 Babylon A.D.
- 2008 Iron Man
- 2008 Death Race
- 2009 District 9
- 2009 Star Trek
- 2009 X-Men Origins: Wolverine
- 2009 Knowing
- 2009 Transformers: Revenge of the Fallen
- 2009 Moon
- 2009 G.I. Joe: The Rise of Cobra
- 2009 Surrogates
- 2009 Screamers: The Hunting
- 2009 Battlestar Galactica: The Plan
- 2009 The Box
- 2009 Avatar
- 2009 Pandorum

## Jaren 2010-19
- 2010 Iron Man 2
- 2010 Inception
- 2010 Resident Evil: Afterlife
- 2011 The Adjustment Bureau
- 2011 Battle: Los Angeles
- 2011 Source Code
- 2011 Green Lantern
- 2011 X-Men: First Class
- 2011 Captain America: The First Avenger
- 2011 Transformers: Dark of the Moon
- 2011 Cowboys & Aliens
- 2011 In Time
- 2011 Skyline
- 2011 Tron: Legacy
- 2011 The Green Hornet
- 2011 51
- 2011 Super 8
- 2012 Battleship
- 2012 Iron Sky
- 2012 The Hunger Games
- 2012 The Avengers
- 2012 Total Recall
- 2012 Men in Black III
- 2012 Prometheus
- 2012 Looper
- 2012 Battlestar Galactica: Blood & Chrome
- 2013 Man of Steel
- 2013 Oblivion
- 2013 Iron Man 3
- 2013 Star Trek: Into Darkness
- 2013 The Host
- 2013 Elysium
- 2013 Gravity
- 2013 The Hunger Games: Catching Fire
- 2013 Ender's Game
- 2013 The Machine
- 2013 The Mortal Instruments: City of Bones
- 2013 Under the Skin
- 2014 Snowpiercer
- 2014 Divergent
- 2014 The Maze Runner
- 2014 Interstellar
- 2014 The Hunger Games: Mockingjay - Part 1
- 2015 Z for Zachariah
- 2015 Project Almanac
- 2015 Jupiter Ascending
- 2015 Chappie
- 2015 Project T
- 2015 The Lobster
- 2015 The Martian
- 2015 Fantastic Four
- 2016 The 5th Wave
- 2016 The Divergent Series: Allegiant
- 2016 Batman v Superman: Dawn of Justice
- 2016 Captain America: Civil War
- 2016 X-Men: Apocalypse
- 2016 Independence Day: Resurgence
- 2016 Star Trek: Beyond
- 2016 The Girl with All the Gifts
- 2016 Arrival
- 2016 Rogue One: A Star Wars Story
- 2016 Passengers
- 2017 The Discovery
- 2017 Ghost in the Shell
- 2018 A.I. Rising
- 2019 Ad Astra
- 2019 I Am Mother
- 2019 El hoyo (aka The Platform)
- 2019 The Mandela Effect
- 2019 See You Yesterday

## Jaren 2020-29
- 2020 Artemis Fowl
- 2020 The Midnight Sky
- 2020 Project Power
- 2020 Songbird
- 2020 The Trouble with Being Born
- 2021 Dune
- 2021 Finch
- 2021 Ich bin dein Mensch
- 2021 The Door into Summer
- 2021 Needle in a Timestack
- 2021 Oxygen
- 2021 Reminiscence
- 2021 Stowaway
- 2021 The Tomorrow War
- 2021 Voyagers
- 2021 Zone 414
- 2022 Everything Everywhere All at Once
- 2022 Moonshot
- 2022 Significant Other
- 2022 Space Oddity
- 2022 Spiderhead
- 2022 Vesper
- 2023 57 Seconds
- 2023 Asteroid City
- 2023 La Bête
- 2023 The Kitchen
- 2023 Rebel Moon – Part One: A Child of Fire
- 2023 Robots
- 2023 Simulant
- 2023 They Cloned Tyrone
- 2024 Another End
- 2024 Breathe
- 2024 Civil War
- 2024 Code 8: Part II
- 2024 Dune: Part Two
- 2024 Rebel Moon – Part Two: The Scargiver
- 2024 Spaceman